# Castillo de Montuerto
El castillo de Montuerto es una fortaleza española situada en las cercanías de las localidades de Montuerto y Nocedo de Curueño, en la comarca de La Encartación del Curueño, en la provincia de León.
Maximiliano Fernández Flórez lo identificaba con el llamado Castillo de Arbolio, tal como consta en la documentación leonesa, si bien investigaciones más modernas sugieren que pudo tratarse del Castillo de Barrio de la Tercia.

## El edificio
El castillo, totalmente arruinado, se yergue sobre un escarpe a orillas del Curueño, dominando la antigua calzada romana que comunicaba con Asturias a través del Puerto de Vegarada. En la cumbre presenta unos restos de muro, sin que se conseerve acceso. Más abajo, por el lado sur, restos de construcciones que cubren unos 20 x 5 metros, correspondientes a una antigua iglesia de estilo gótico (se conservan los arranques de las arquerías), cuyo recinto fue empleado en época contemporánea como cementerio. Por debajo de la iglesia se encuentran cuatro inmensos contrafuertes que debieron sostener un recinto.

Pendón de Montuerto